# Fausto Barbolini
Fausto Barbolini (Modena, 12 luglio 1907 – Ancona, 24 giugno 1959) è stato un calciatore italiano, di ruolo mediano.

## Carriera
Dopo aver esordito nelle file del Dopolavoro Panaro e del 72ª Legione Farini, società modenese partecipante ai campionati di Seconda e Terza Divisione, nel 1929 passa nelle file del Modena dopo la fusione dei due sodalizi. Nella formazione gialloblu resta per tre anni: inizialmente limitato dal servizio militare svolto a Verona, gioca soprattutto tra le riserve ed esordisce in Serie A solo nella stagione 1931-1932, disputando 3 partite contro Milan, Alessandria e Lazio. Lasciata Modena, milita successivamente in Seconda Divisione con l'Iris di Milano, in Prima Divisione nel Carpi e infine nello Spilamberto nel campionato di Prima Divisione 1938-1939.